# منطقه توائه-سیاسی
منطقه توائه-سیاسی یکی از منطقه های استان موروبه واقع در کشور پاپوآ گینه نو می باشد. مرکز این منطقه واسو است. این منطقه خود از ۳ فرمانداری محلی تشکیل می گردد که هر فرمانداری به منظور سهولت در امر آمارگیری خود به چند بخش تقسیم می شود. طبق سرشماری سال ۲۰۰۰ میلادی جمعیت این منطقه ۴۲٬۷۸۹ بوده است.

## تقسیمات
این منطقه دارای ۳ فرمانداری محلی است که اسامی آن ها به شرح زیر است:
- فرمانداری محلی روستایی سیالوم
- فرمانداری محلی روستایی سیاسی
- فرمانداری محلی روستایی واسو